# Francisco Javier Riedmayer

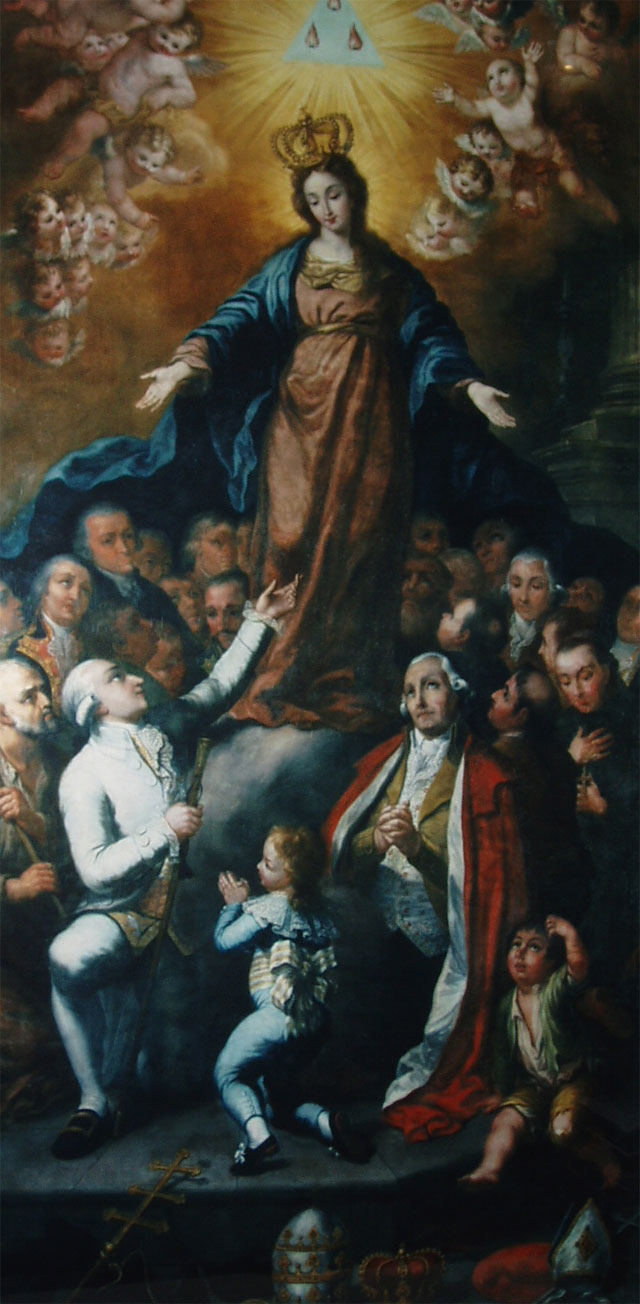
La virgen del Refugio

Francisco Javier Riedmayer (en alemán Franz Xavier Riedmayer) fue un pintor alemán del siglo XVIII cuya obra se encuentra dispersa por la entonces América española y por Cádiz.
Es en Cádiz donde se establece desde muy joven, completando su educación y formación artística. Hacia 1789 pinta su principal obra, La Virgen del Refugio para la fachada del Oratorio de la Santa Cueva (Cádiz), junto a la parroquia del Rosario en la calle homónima.
La Virgen está representada al estilo de las de la Misericordia de tipo medieval pero con rasgos barrocos. El valor iconográfico de esta obra está en que a los pies de la Virgen aparecen retratados algunos de los miembros de la élite gaditana de la época, como Teodomiro Díaz de la Vega, prepósito de la congregación de San Felipe Neri; el conde de Villamar y su hijo Miguel Beyens y Beyens, que en 1830 sería canónigo lector de la Catedral de Cádiz. Las obras de este pintor alemán se crearon en su mayor parte para la exportación a las colonias americanas.
Destacable también su obra "El voto a San José", propiedad del Ayuntamiento de San Fernando (Cádiz), mandado pintar por dicha institución para materializar el milagro obrado por el Santo Patrono de esa localidad, el Patriarca San José, al erradicar la epidemia de fiebre amarilla que asoló a la población en 1800. El cuadro fue colocado en el Salón de Plenos en abril de 1801, permaneciendo en él hasta la clausura del edificio consistorial por obras de restauración en 2004.  Desde entonces y hasta la actualidad permanece provisionalmente en el despacho noble de la alcaldía en la Casa de la Cultura (antiguo museo municipal), a la espera de su regreso al palacio consistorial tras su restauración. También obra de este artista son diversas tablillas de pequeño formato ubicada en los laterales de la Iglesia de la Conversión de San Pablo, en Cádiz.
También se le atribuye la obra "El conde de Maule y el pintor Riedmayer ante un paisaje de Chiclana de la Frontera", que representa una vista campestre de la localidad con la ermita de Santa Ana en primer término y la Chiclana de principios del siglo XIX, constituyendo la vista más antigua conocida de la localidad gaditana, y que le fue encargada en 1807 por Nicolás de la Cruz y Bahamonde (Primer Conde de Maule).